# لوسيا نادر
لوسيا نادر هي رائدة أعمال اجتماعية وناشطة في مجال حقوق الإنسان، وهي حاليًا زميلة في منظمات المجتمع المفتوح، وتبحث كيف تتعامل منظمات المجتمع المدني المرموقة مع اتجاهات المجتمعات المعاصرة في مشروع يُدعى «منظمات ثابتة في مجتمع سائل». كانت لوسيا، حتى عام 2014، مديرة تنفيذية لمنظمة كونيكتاس لحقوق الإنسان. لوسيا حاصلة على شهادة الدراسات العليا في التطوير والمنظمات الدولية من معهد باريس للدراسات السياسية وبكالوريوس في العلاقات الدولية من الجامعة الكاثوليكية في ساو باولو.

## المسيرة المهنية
بدأت لوسيا مسيرتها المهنية بصفتها متطوعة في معهد سو دو باز حيث أصبحت منسقة العلاقات المؤسسية والاتصالات عام 1999. انضمت، عام 2003، إلى منظكة كونتيكاس لحقوق الإنسان إذ عملت منسقة الشبكة من عام 2003 حتى عام 2005 ومنسقة العلاقات الدولية من عام 2006 حتى عام 2011 ومديرة تنفيذية من عام 2011 حتى عام 2014. أنشأت لوسيا مشروع السياسة الخارجية وحقوق الإنسان التابع للمنظمة وكانت أيضًا سكرتيرة تنفيذية للجنة السياسة الخارجية وحقوق الإنسان البرازيلية.
سمتها منظمة أنوشكا رائدة أعمال اجتماعية عام 2009. تشغل خاليًا منصب عضو مجلس مبادرة مناطق أمريكا اللاتينية للمناخ منذ عام 2015، وعضو مجموعة التحليلات للأحداث الدولية في جامعة ساو باولو منذ عام 2014، والتمويل من أجل حقوق الإنسان في أمريكا منذ عام 2014، وعضو مجموعة الخبراء في حكم القانون وحقوق الإنسان في البرازيل منذ عام 2013، ومجلس العمل التربوي في البرازيل منذ عام 2013، ومعهد التكنولوجيا والمجتمع في البرازيل منذ عام 2013، ومنظمة البيانات من أجل الصالح العام في البرازيل منذ عام 2013، ومركز الحقوق المدنية والسياسية في سويسرا منذ عام 2009.

## منشورات ومقالات
كتبت لوسيا عدة مقالات منشورة ومنها:
منظمات ثابتة في عالم سائل (صحيفة سور عام 2014).
- تناقض؛ لماذا لا تظهر المنظمات غير الحكومية في القوى الصاعدة (صحيفة الديمقراطية المفتوحة 2013).
- انعكاسات السياسة الخارجية على حقوق الإنسان في فترة حكم لولا دا سيلفا (منظمة هينريش بول 2013).
- البرازيل في منظمة حقوق الإنسان التابعة للأمم المتحدة؛ الحاجة لتجاوز الغموض (صحيفة مجلة السياسة الخارجية 2009).
- دزر المنظمات غير الحكومية في مجلس حقوق الإنسان التابع للأمم المتحدة (صحيفة سور 2007).

استُشهد بها في وسائل الإعلام المحلية والدولية ومنها:
- بينما يبدأ كأس العالم فإن نضال البرازيل نحو الديمقراطية تحت التهديد (الغارديان).
- في السجون والشرطة، البرازيل التي لم تعد الديمقراطية، برازيل بوست.
- خواطر عن مجلس حقوق الإنسان التابع للأمم المتحدة البداية منذ عام واحد.
- خطاب تيد عن القطبية المتعددة.
- الديمقراطية الآن! عن المظاهرات في البرازيل.
- نظام السجن في البرازيل، الجزيرة.
- السجن في البرازيل: أهلًا بكم في العصور الوسطى؛ نظام العقوبات الجهنمي في البرازيل مكتظ ووحشي وعنيف. الإيكونوميست.
- العنف في السجون يدعو الدولة للتفتيش في البرازيل، نيويورك تايمز.
- تفشي العصابات في نظام السجون البرازيلي، ذاجلوب آند ذا ميل.
- كلنا شركاء، إل باييس.
- عن المنظمات غير الحكومية، تسامح المجتمع مع الهمجية في السجون، ولاية ساو باولو.